# 福井県道29号福井金津線
福井県道29号福井金津線（ふくいけんどう29ごう ふくいかなづせん）は、福井県福井市とあわら市を結ぶ主要地方道（福井県道）である。

## 概要
福井市北部で福井県道5号福井加賀線から分岐し福井県最北端付近で再び福井加賀線に合流する現道と、福井市北部で福井県道30号福井丸岡線から分岐し坂井市南部で現道に接続する旧道により構成している。

### 路線データ
現道
- 起点：福井県福井市天池町（福井県道5号福井加賀線交点）
- 終点：福井県あわら市吉崎1丁目（国道305号交点）
- 陸上距離：21.6 km（実延長21.2 km）
- 車線数：2車線（一部3車線）

起点付近の上り線のみ片側2車線となっている
旧道
- 起点：福井県福井市（＝福井県道30号福井丸岡線交点）
- 終点：福井県坂井市（＝本路線現道交点）
- 陸上距離：2.6 km
- 車線数：2車線

## 歴史
- 1993年（平成5年）5月11日 - 建設省から、県道森田金津線・県道吉崎金津線が福井金津線として主要地方道に指定される[1]。

## 路線状況

### 別名
- 嶺北縦貫線（福井市・天池交差点 - あわら市・坂ノ下交差点）
  - 都市計画道路としての名称。こちらの起点はかつての福井金津線起点で、現在は福井加賀線の単独区間にある福井市・灯明寺交差点。
- 空港道路（福井市、坂井市、あわら市）

### 重複区間
現道
- 福井県道234号福井空港線（坂井市春江町江留中 地内）
- 福井県道120号細呂木停車場北潟線（あわら市蓮ケ浦 - 同市細呂木）
- 福井県道・石川県道5号福井加賀線（あわら市吉崎 - 同市吉崎一丁目）

旧道
- 福井県道30号福井丸岡線＜現道＞（福井市上森田一丁目・六才橋交差点 - 同市石盛一丁目）
- 福井県道160号板倉高江線（坂井市春江町江留上中央 - 坂井市春江町為国幸）
- 福井県道102号春江川西線（坂井市春江町中筋 - 同市春江町随応寺）

### 道の駅
- さかい（坂井市）
- 本路線の道路施設ではないが、本路線終点（福井県道・石川県道5号福井加賀線重複部）より国道305号を南へ約100 mに、蓮如の里あわら（あわら市）がある。

## 地理

### 通過する自治体
- 福井市
- 坂井市
- あわら市

### 交差する道路
現道
- 福井県道・石川県道5号福井加賀線・福井県道126号森田停車場中角線（福井市天池町・天池交差点、起点）
- 福井県道160号板倉高江線（坂井市春江町江留下・江留下交差点）
- 本路線旧道（坂井市春江町随応寺・随応寺交差点）
- 福井県道102号春江川西線（同上） - 東方向は本路線旧道に重複
- 福井県道234号福井空港線（坂井市春江町江留中 -＜重複＞- 同）
- 福井県道10号丸岡川西線（福井県道108号春江丸岡線 重複）（坂井市坂井町東長田・東長田交差点）
- 福井県道106号三国丸岡停車場線（坂井市坂井町上兵庫）
- 福井県道109号南横地芦原線（坂井市坂井町蔵垣内・蔵垣内交差点）
- 福井県道154号高柳矢地線（坂井市坂井町上関・大関交差点）
- 福井県道258号トリムパークかなづ線（あわら市大溝・馬場交差点）
- 福井県道101号三国金津線（あわら市大溝・六日交差点）
- 福井県道9号芦原丸岡線（あわら市花乃杜・坂ノ下交差点）
- 福井県道120号細呂木停車場北潟線（あわら市蓮ケ浦 -＜重複＞- 同市細呂木）
- 福井県道・石川県道5号福井加賀線（あわら市吉崎・吉崎交差点 -＜重複＞- あわら市吉崎一丁目、終点）
- 国道305号（国道365号重複、南方向は福井県道・石川県道5号福井加賀線とも重複）（あわら市吉崎一丁目、終点）

旧道
- 福井県道30号福井丸岡線＜現道＞（福井県道112号栃神谷鳴鹿森田線重複）（福井市上森田一丁目・六才橋交差点、起点 -＜重複＞- 同市石盛一丁目）
- 福井県道160号板倉高江線（坂井市春江町江留上中央 -＜重複＞- 同市春江町為国幸・為国交差点）
- 福井県道102号春江川西線（坂井市春江町中筋・春江駅前 -＜重複＞- 同市春江町随応寺・随応寺交差点、終点）
- 本路線現道（坂井市春江町随応寺・随応寺交差点、終点）

### 沿線にある施設など
現道は、起点付近からあわら市南部までは大型商店や工場と田園の風景、それより北は丘陵地を越え北潟湖東岸に沿い終点に至る。丘陵地（加越台地）に入ると小松空港への道路案内板が登場し迷わず向かうことができる（県道5号、国道305号、石川県道を経て約30km）が、センターラインのない狭小区間も存在する点に注意。
- 福井県工業技術センター（福井市）
- 福井県運転者教育センター（坂井市）
- 福井県教育博物館（坂井市）
- 福井県児童科学館（坂井市）
- ショッピングプラザ アミ（坂井市）
- 福井空港（坂井市）
- 吉崎御坊（あわら市）

旧道は、ハピラインふくい線の森田駅北方にある起点から同線にほぼ沿う形で北進、坂井市に入って約100 mの日の出踏切で平面交差する。隣駅の春江駅前で西に折れたあとは坂井市春江支所（旧春江町役場）付近で現道と接続する駅前通りとなる。